# Liogenys bidentata
Liogenys bidentata är en skalbaggsart som beskrevs av Hermann Burmeister 1855. Liogenys bidentata ingår i släktet Liogenys och familjen Melolonthidae. Inga underarter finns listade i Catalogue of Life.